# Soorts-Hossegor

Soorts-Hossegor este o comună în departamentul Landes din sud-vestul Franței. În 2009 avea o populație de 3.668 de locuitori.

## Evoluția populației
| An        | 1975  | 1982  | 1990  | 1999  | 2006  | 2009  |
| --------- | ----- | ----- | ----- | ----- | ----- | ----- |
| Populație | 2.248 | 2.544 | 2.829 | 3.292 | 3.586 | 3.668 |